# Joshua Bell
Joshua Bell (Bloomington, Indiana, 9 de desembre de 1967) és un violinista estatunidenc.

## Infantesa
És fill de la terapista Shirley i del psicòleg Alan P. Bell, professor emèrit de la Universitat d'Indiana, a Bloomington, i antic investigador de Kinsey. El seu pare és d'ascendència escocesa, i la seva mare és jueva (el seu avi matern va néixer a Israel i la seva àvia materna era de Minsk). Bell va dir a The Jewish Journal, "M'identifico com a jueu".
Bell va començar a prendre classes de violí a l'edat de quatre anys després que la seva mare va descobrir que el seu fill havia tingut gomes elàstiques voltant de la casa i les estenia pels mànecs dels seus nou calaixos de la còmoda per interpretar la música que havia sentit al seu piano de joguina. Els seus pares li van donar un violí a escala de la seva grandària amb cinc anys i va començar a fer classes. Estudiant brillant, Bell va aprendre a tocar l'instrument alhora que vivia una vida típica del Mig Oest d'Indiana jugant a videojocs i destacant en tennis i bitlles, fins i tot participà en un torneig nacional de tennis als deu anys.
Bell va estudiar de nen primer amb Donna Bricht, vídua del músic membre de la facultat de la Universitat d'Indiana Walter Bricht. La seva segona mestra fou Mimi Zweig, i després va aprendre amb el violinista i pedagog Josef Gingold després dels pares de Bell van assegurar Gingold que no estaven interessats en empènyer al seu fill a l'estudi del violí, sinó que simplement volia oferir-li el millor mestre per les seves habilitats. Satisfet que el noi vivia una vida normal, Gingold va adoptar Bell com a estudiant. Als 12 anys, Bell es prenia seriosament l'instrument, en gran part gràcies a la inspiració de Gingold.
Als catorze anys va aparèixer com a solista amb l'Orquestra de Filadèlfia, dirigida per Riccardo Muti. Va estudiar violí a la Universitat d'Indiana Jacobs School of Music i es va graduar a Bloomington North High School en 1984. El 1989 va rebre un Diploma d'Artista en violí a la Universitat d'Indiana. La seva àlma mater també el va honrar amb un Distinguished Alumni Service Award només dos anys després de la seva graduació. Ha estat nomenat "Indiana Living Legend" i va rebre el Premi de les Arts governador d'Indiana.

## Carrera
| Piano Trio No. 1 en D minor, Op. 49 – 4. Finale: Allegro assai appassionato                                                                                 |
| |
| Bell, Awadagin Pratt, i Alisa Weilerstein tocant el Piano Trio No. 1 de Mendelssohn al Vespre de Música Clàssica a la Casa Blanca el 4 de novembre de 2009. |
| |
| Piano Trio No. 1 en D minor, Op. 49 – 4. Finale: Allegro assai appassionato                                                                                 |
| |
| Només versió audio |
| |

Va debutar en el Carnegie Hall el 1985, amb només 17 anys, amb l'Orquestra Simfònica de Saint Louis. Des de llavors ha tocat amb les orquestres i els directors més importants del món. Bell ha fet tant repertoris de concert estàndard com noves obres. El concert per a violí de Nicholas Maw és dedicat a Bell, qui el va estrenar el 1993 i va guanyar un Premi Grammy per la seva gravació de la peça. Va tocar la part solista de la banda sonora de John Corigliano de la pel·lícula guanyadora d'un Oscar The Red Violin, i també va aparèixer a Ladies in Lavender. Bell va fer una aparició en la pel·lícula Música del cor, una història sobre el poder de la música, amb altres violinistes notables.
L'instrument de Bell és un violí Stradivarius de 300 anys anomenat Gibson ex Huberman, fabricat en 1713 durant el que es coneix com a època d'or d'Antonio Stradivari. Aquest violí havia estat robat el doble a l'amo anterior, Bronislaw Huberman; l'última vegada el lladre confessà l'acte en el seu llit de mort. Bell havia agafat i tocava el violí, i el seu propietari aleshores, el violinista Norbert Brainin, en to de broma va dir Bell que el violí podia el seu per quatre milions de dòlars. Poc després, per casualitat, Bell es va trobar novament amb el violí i va descobrir que estava a punt de ser venut a un industrial alemany per esdevenir part d'una col·lecció. Segons el lloc web de Bell, Bell "estava pràcticament en llàgrimes." Aleshores Bell va vendre el seu violí anterior, un Tom Taylor Stradivarius, per una mica més de dos milions de dòlars i comprar el Gibson ex Huberman per una mica menys de quatre milions de dòlars. La història del robatori, el retorn i posterior adquisició per Bell és explicada en el documental de 2013 The Return of the Violin, dirigit per Haim Hecht. El primer enregistrament de Bell feta amb elGibson ex Huberman va ser Romance of the Violin (for Sony Classical Records) in 2003.
Bell és soci artístic de la Saint Paul Chamber Orchestra (a partir de la temporada 2004–2005) i professor visitant de la Royal Academy of Music de Londres. També és membre de la comissió de selecció dels artistes del Kennedy Center Honors i professor adjunt associat al Massachusetts Institute of Technology.
Bell va rebre el Premi Avery Fisher el 10 d'abril de 2007, al Lincoln Center de la ciutat de Nova York. El premi es dona un cop cada pocs anys a instrumentistes clàssics per a l'assoliment excepcional. El 3 de maig de 2007 la Jacobs School of Music de la Universitat de Indiana va anunciar que Bell s'havia incorporat a la facultat com a professor titular.
Bell va col·laborar amb el compositor de bandes sonores Hans Zimmer per fer els solos de violí a la banda sonora d'Àngels i dimonis en 2009, basada en la novel·la del mateix nom de Dan Brown.
El 26 de maig de 2011 Bell fou nomenat Director Musical de l'Academy of St Martin in the Fields.
En 2013 Bell va tocar la cançó "Before My Time" amb Scarlett Johansson. Escrita per J. Ralph per al documental Chasing Ice, la cançó va ser nomenada a l'Oscar a la millor cançó original.
En 2016 Joshua va fer un cameo en el penúltim episodi musical de la sèrie Royal Pains.

## Experiment delWashington Post
En un experiment iniciat pel columnista de The Washington Post Gene Weingarten, Bell es va posar una gorra de beisbol i va tocar d'incògnit com a músic de carrer a l'estació del Metro L'Enfant Plaza a Washington, D.C. el 12 de gener de 2007. L'experiment va ser gravat en vídeo en càmera oculta; de les 1.097 persones que hi van passar només set es van aturar a escoltar-lo, i només un el va reconèixer. Durant la seva actuació prop de 45 minuts Bell va recollir 32,17 $ de 27 transeünts (excloent 20 $ del transeünt que el va reconèixer). Tres dies abans, havia guanyat molt més tocant el mateix repertori en un concert. Weingarten va guanyar el Premi Pulitzer d'Escriptura de 2008 pel seu article sobre l'experiment. The Washington Post va penjar el vídeo a YouTube and a feature-length documentary, Find Your Way: A Busker's Documentary, chronicled Bell's experience.

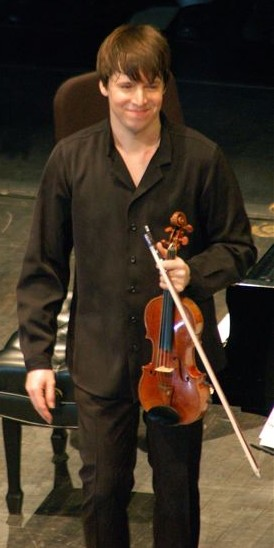
Bell, 2008

## Vida personal
Bell resideix a Gramercy Park, Manhattan, Nova York. Té tres germanes. En 2007 va tenir un fill, Josef, amb Lisa Matricardi, una antiga xicota. En 2010 ha tingut dos fills bessons.

## Discografia selecta
| Any  | Àlbum                                                                                              | Billboard Classical | Billboard 200 |
| ---- | -------------------------------------------------------------------------------------------------- | ------------------- | ------------- |
| 1988 | Bruch Mendelssohn Violin Concertos, London Records                                                 | —                   | —             |
| 1989 | Fauré Debussy Franck Violin Sonatas amb Jean-Yves Thibaudet, Decca Records                         | —                   | —             |
| 1990 | Presenting Joshua Bell, Polygram Records                                                           | —                   | —             |
| 1991 | Chausson Concerto, Ravel Piano Trio, London Records                                                | —                   | —             |
| 1992 | Saint-Saëns: Violin Concerto No. 3 / Chausson: Poeme, London Records                               | —                   | —             |
| 1995 | Prokofiev: Violin Concertos & Sonatas, London Records                                              | —                   | —             |
| 1995 | Brahms / Schumann Violin Concertos, London Records                                                 | —                   | —             |
| 1996 | The Kreisler Album, London Records                                                                 | —                   | —             |
| 1997 | Barber / Walton/ Bloch Violin Concertos, Decca Records                                             | —                   | —             |
| 1997 | Shostakovich Piano Trio No. 2, London Records                                                      | —                   | —             |
| 1999 | Maw Violin Concertos, Sony Classical                                                               | —                   | —             |
| 1999 | Gershwin Fantasy, Sony Classical                                                                   | —                   | —             |
| 2000 | Sibelius & Goldmark: Violin Concertos, Sony Classical                                              | —                   | —             |
| 2000 | Short Trip Home, amb Edgar Meyer, Sam Bush, Mike Marshall, Sony Classical                          | 7                   | —             |
| 2001 | Bernstein West Side Story Suite, Sony Classical                                                    | 3                   | —             |
| 2002 | Beethoven & Mendelssohn: Violin Concertos, Sony Classical                                          | 18                  | —             |
| 2004 | Romance of the Violin, Sony Classical                                                              | 1                   | 176           |
| 2005 | Tchaikovsky: Violin Concerto, Op. 35; Melodie; Danse Russe del Swan Lake (Act III), Sony Classical | 2                   | —             |
| 2006 | Voice of the Violin, Sony                                                                          | 1                   | —             |
| 2007 | Corigliano The Red Violin, Sony                                                                    | 1                   | —             |
| 2007 | The Essential Joshua Bell, Sony BMG Masterworks                                                    | 19                  | —             |
| 2008 | Vivaldi: The Four Seasons, Sony BMG Masterworks                                                    | 1                   | 134           |
| 2009 | Bruch, Mendelssohn, Mozart Violin Concertos (reissues), Decca                                      | 9                   | —             |
| 2009 | The Best of Joshua Bell, Sony Masterworks                                                          | 12                  | —             |
| 2009 | At Home with Friends, Sony Masterworks amb Chris Botti, Kristin Chenoweth, Regina Spektor, i Sting | 1                   | 118           |
| 2012 | French Impressions, Sony Masterworks                                                               | 1                   | 139           |
| 2013 | Beethoven: Symphonies Nos.4 &7, Academy of St Martin in the Fields, Sony Masterworks               | 1                   | —             |
| 2014 | Bach, Academy of St Martin in the Fields, Sony Classical                                           | —                   | —             |

### Bandes sonores de pel·lícules
- Chasing Ice Original Motion Picture Soundtrack, 2012
- The Flowers of War Original Motion Picture Soundtrack, 2012: Joshua Bell, solo violí
- Angels & Demons Original Motion Picture Soundtrack, 2009
- Defiance Original Motion Picture Soundtrack, 2008
- L'última primavera (Ladies in Lavender) Original Motion Picture Soundtrack, 2005: Joshua Bell, solo violí
- Iris Original Motion Picture Soundtrack, 2001: Joshua Bell, solo violí
- The Red Violin, Joshua Bell, solo Violí